# Malayopotamon tobaense
Malayopotamon tobaense is een krabbensoort uit de familie van de Potamidae. De wetenschappelijke naam van de soort is voor het eerst geldig gepubliceerd in 1968 door Bott.